# داریوش واش
داریوش واش (به آلمانی: Dariusz Wosz) بازیکن فوتبال و هافبک اهل آلمان است که از سال ۱۹۹۷ میلادی عضو تیم ملی فوتبال آلمان بوده‌است. وی در ۱۷ بازی ملی حضور داشته است و آخرین بازی ملی خود را در سال ۲۰۰۰ میلادی انجام داد. داریوش واش در بازی‌های ملی‌اش ۱ گل به ثمر رساند.